# 松井久吉
松井 久吉（まつい ひさきち、1913年3月22日 - 1992年3月6日）は三重県出身の部落解放運動家。元部落解放同盟中央執行委員長。

## 経歴
三重県阿山郡城南村（現・伊賀市）に生まれ、小学校6年の頃、国粋会に対する伊賀水平社の闘争を見聞したことから水平社運動に目を開き、1922年、9歳で伊賀少年水平社に参加。小学校卒業後、家業の傘骨作りに従事しつつ米の廉売を訴えるビラを配って出版法違反で検挙。失業者救済を求めて城南村から津市までの50キロの自転車行進デモを指導。村役場の書記になってからも治安維持法違反で検挙。延べ4年間の獄中生活を送る。
戦後は日本共産党に参加したが1955年に脱党。上野市議をしつつ部落解放同盟中央執行委員や同副委員長を歴任。1975年、同中央執行委員長に就任。1982年に退任。

## 著作
- 『被差別部落に生きる: わが半生の記』（三一書房、1983年）
- 『部落史の精神: たたかいの渦中から問う』（解放出版社、1990年）